# Митко Паракуцов
Митко Ст. Паракуцов е български учител.
Митко Паракуцов е роден в гр. Ловеч. Учителства в родния си град Ловеч (1872-1877). Временен дописник на сп. „Слава“ (1872), в-к „Напредък“ (1875) и в-к „Век“(1874-1876). Автор на „Землеописание за първоначални ученици“ (Русчук, 1871).